# Яссы (приток Карадарьи)
Яссы (Джасы́, Джазы; кирг. Жазы, Жасы, Жаасы) — река в Средней Азии. Протекает по территории в Узгенском районе Кыргызстана, правый самый крупный приток Карадарьи.
Длина реки составляет 122 км, площадь бассейна 2620 км², средний многолетний расход (в Узгене) 33,5 м³/с, наибольший расход в мае 418 м³/с, наименьший в зимний период 6,4 м³/с. Средняя высота водосбора — 2150 метров над уровнем моря.
Начинается на юго-западных склонах Ферганского хребта, западнее перевала Шилбелуу, под названием Чавай (Чавой), течёт в общем западном направлении. В среднем течении по берегам реки присутствует кленово-ореховый лес. Впадает в Андижанское водохранилище на высоте 889 метров над уровнем моря.
В пределах зоны в реке Яссы впадает множество притоков, главным образом правых. Из них наиболее крупные — реки Зергер, Донгуз-Тоо, Зиндан-Суу. Зергер имеет длину более 50 км и впадает в Яссы недалеко от г. Узгена.
На реке стоят населённые пункты Саламалик, Эркин-Тоо, Кызыл-Чарба, Кызыл-Тоо, Мырза-Аке, Ильичевка, Узген.
На берегу реки находиться городище Шоробашат, который был построен приблизительно в IV—I вв. до н. э..